# Herta Wićazec
Herta Wićazec (německy Johanne Henriette Lehmann; 4. února 1819, Budyšín – 24. března 1885, Budyšín) byla lužickosrbská spisovatelka, básnířka.

## Život a dílo
Herta Wićazec se narodila dne 4. února 1819 v rodině Jana Korla Gusta Vichaz a Maria Mucherz v Budyšíně. Po absolvování střední školy žila v Budyšíně, kde zpívala také např. ve sboru místního luteránského kostela. První své básně v němčině začala psáti koncem 40. let 19. století, a to ve stylu pozdní německé romantické poezie. Její první fázi poetické tvorby ovlivnili němečtí básníci jako např. Karl von Gunderrode, či Annette von Droste-Hülshoffová. Ve svém rodišti se také setkala s mladým učitelem a spisovatelem Janem Bohuwěrem Mučinkem, který ji inspiroval ke psaní básní v hornolužické srbštině. Zažívali spolu láskyplný vztah, avšak Jan Bohuwěr Mučink si nalezl jinou ženu. Tato životní tragédie posléze silně ovlivnila autorčinu básnickou tvorbu.
Od roku 1848 do roku 1850 uveřejňovala svá díla v nejrůznějších srbských novinách. Český sorabista Adolf Černý publikoval v roce 1900 článek o jejím životě v časopise Maćicy Serbskeje. Zemřela dne 24. března 1885 v rodném Budyšíně.